# Reynoldh Furustrand
Reynoldh Karl Axel Furustrand, född 8 april 1942 i Sofia församling i Jönköping, är en svensk politiker (socialdemokrat), som var riksdagsledamot 1986–2006 för Södermanlands läns valkrets.